# 隨勤禮
隨勤禮（?—?），江蘇省江寧縣人，清朝政治人物、進士出身。
光緒三十年，會試第143名；殿試登進士三甲第8名，后授以主事分部學習。后進入日本法政大學速成班第五科。